# Zone de la forêt du Pernambouc

La zone forestière pernamboucaise.

La zone de la forêt du Pernambouc est l'une des cinq mésorégions de l'État du Pernambouc. Elle regroupe 43 municipalités groupées en trois microrégions.

## Microrégions
La mésorégion de la zone de la forêt du Pernambouc est subdivisée en trois microrégions:
- Forêt méridionale du Pernambouc
- Forêt septentrionale du Pernambouc
- Vitória de Santo Antão